# Allgemeiner Landsmannschafter Convent auf der Marksburg
Der Allgemeine Landsmannschafter Convent auf der Marksburg (ALC a. d. Marksburg) war ein Korporationsverband von pflichtschlagenden und farbentragenden Studentenverbindungen an Technischen Hochschulen und bestand von 1904 bis 1919. Dem Verband wird die erstmalige Vereinigung von Landsmannschaften von Technischen Hochschulen und Universitäten zugeschrieben. Er ging schließlich in der Deutschen Landsmannschaft auf, die bis dahin ein reiner Universitätskorporationsverband war.

## Vorgeschichte
Zu Beginn des neuen 20. Jahrhunderts bestanden an den Technischen Hochschulen nur die Saxonia Stuttgart, Hasso-Borussia Darmstadt und zeitweise Rhenania Karlsruhe, Askanier Berlin, Prussia Berlin, Burgundia Berlin sowie Silesia Berlin (I).
Nachdem im 19. Jahrhundert bereits der Wetzlarer ALSC sowie der Auerbacher LSC als landsmannschaftliche Verbände der Technischen Hochschulen scheiterten, machte eine Entwicklung bei den Turnerschaften Hoffnung: der Vertreter-Convent (VC) der Turnerschaften fasste den Entschluss, auch Verbindungen von Technischen Hochschulen aufzunehmen. Der Coburger Landsmannschafter Convent verfasste im Sommer 1900 ebenfalls einen solchen Entschluss. Jedoch setzte nur der VC sein Vorhaben in die Tat um. Als die Saxonia in Tübingen sowie beim GA der AH-Vereinigung des Coburger Verbandes anfragte, wurde ihre Aufnahme abgelehnt.

## Gründung der Vereinigung von Landsmannschaften Deutscher Hochschulen (VLDH)
Die Hasso-Borussia verschickte im Frühjahr 1904 an die freien Landsmannschaften Einladungen zu einer Besprechung mit dem ausgesprochenen Zweck der Gründung einer losen Gemeinschaft. Sechs Landsmannschaften trafen sich am 2. Juni 1904 im Karlshof in Darmstadt. Drei von Technischen Hochschulen (Guestphalia Braunschweig, Hasso-Borussia sowie Saxonia) und zwei von Universitäten (Rhenania Gießen und Rhenania Leipzig) gründeten schließlich die Vereinigung von Landsmannschaften Deutscher Hochschulen (VLDH). Als Hauptgrundsatz galt das alte landsmannschaftliche Prinzip der Gleichberechtigung aller schlagenden Verbindungen und aller honorigen akademischen Bürger. Dementsprechend wollte man Landsmannschaften von Universitäten sowie von Technischen Hochschulen aufnehmen. Ansonsten war die Satzung im Wesentlichen wie die des Coburger LC.

## Umbenennung inAllgemeiner Landsmannschafter Convent a. d. Marksburg

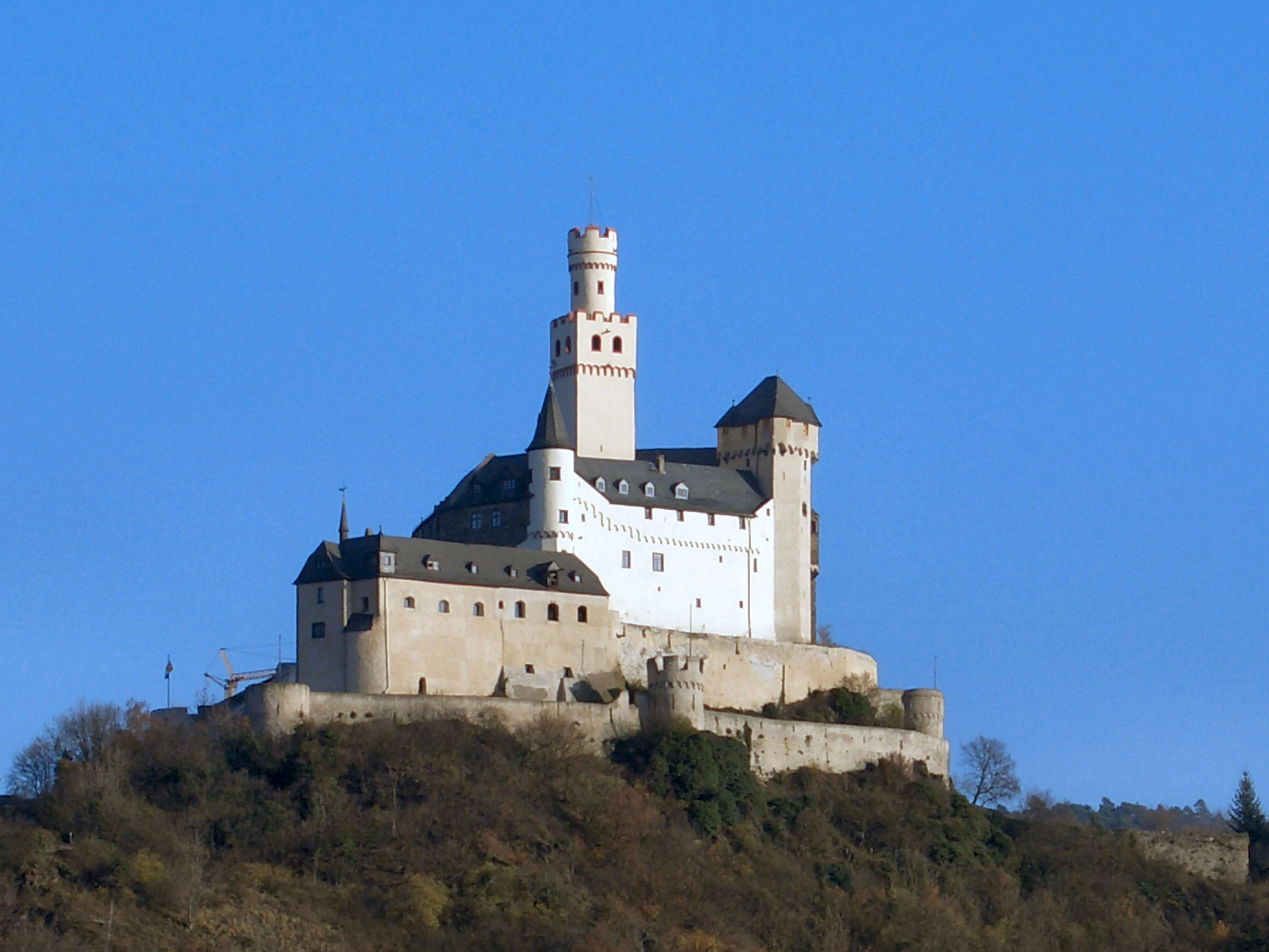
Die Marksburg

Die auf zehn Landsmannschaften angewachsene Vereinigung beschloss auf ihrer Tagung am 24./26. Juni 1907 in Braubach am Rhein die Umwandlung ihrer losen VLDH in den Allgemeinen Landsmannschafter Convent auf der Marksburg. Weiter kamen sie überein, regelmäßig zu Pfingsten in Braubach zusammenzukommen und auf der über dem Ort gelegenen Marksburg zu tagen. Der Wahlspruch, Ehre, Freundschaft, Vaterland drückte das Festhalten am landsmannschaftlichen Prinzip aus. Neben den bereits erwähnten Prinzipien der Gleichberechtigung der Landsmannschaften aller deutschen Hochschulen waren die weiteren Grundsätze die unbedingte Satisfaktion und Bestimmungsmensur, Enthaltung jeder parteipolitischen und religiösen Betätigung sowohl innerhalb des Verbandes wie innerhalb der einzelnen Landsmannschaften, die Pflege studentischer Sitten und Gebräuche, die Pflege treuer Freundschaft und Geselligkeit für das ganze Leben, ernstes sittliches Streben und Vaterlandsliebe.
Auf einer Sondertagung am 1. November 1908 wurde der Gesamtverband Alter ALCer gegründet, der sich sehr förderlich für die Stabilität des Verbandes auswirkte.
In der seit 1907 regelmäßig erscheinenden Landsmannschaftlichen Blätter sowie die Verbandstagungen befassten sich wiederholt mit der Frage, ob man weiterhin Landsmannschaften an allen deutschen Hochschulen aufnehmen sollte. Dies ist im Zusammenhang mit dem Coburger Landsmannschafter Convent (Coburger LC) zu sehen, mit dem man nicht in den Wettbewerb treten wollte. Zwar gab es verschiedene Strömungen und diese wechselten mit der Zeit, jedoch konnte man sich darauf einigen, im Allgemeinen Universitätslandsmannschaften aufzunehmen, sofern schon am gleichen Ort eine Verbandslandsmannschaft vorhanden war. Dabei war man durchaus wählerisch und nahm im Allgemeinen keine schwachen Landsmannschaften auf.
Die Verbundenheit der Alten ALCer bewährte sich auch in den schwierigen Zeiten des Ersten Weltkrieges, als zwei Drittel der alten und jungen Landsmannschafter im Krieg waren und die Kriegsnachrichten des ALC a. d. M. vermeldeten, dass 120 Mitglieder ihr Leben ließen.

## Vereinigung von ALC und DL
Der Gedanke zur Vereinigung bekam durch den Krieg Auftrieb und so bildete sich in Berlin am 8. Juni 1918 die Berliner Kommission des ALC, der aus den Berliner Landsmannschaften bestand und mit dem Coburger Verband in Gespräche trat. In der Folge wurde ein außerordentlicher Verbandstag in Berlin einberufen, der die Zukunft des ALC betraf. Gleichzeitig traten in Stuttgart die AH-Vereinigung des Coburger LC für Württemberg an die Saxonia heran. Auf einer Besprechung am 16. September 1918 einigte man sich darauf, dass die Saxonia ermächtigt sei, auf einem Verbandstag des ALC anzusprechen, dass die AH-Vereinigung des Coburger LC für Württemberg grundsätzlich bereit sei, für eine Aufnahme der lebensfähigen Landsmannschaften des ALC zu stimmen.
Saxonia hatte stets vor Augen, den gesamten ALC geschlossen in den Coburger LC zu führen, während man beim Coburger LC davon sprach, grundsätzlich Landsmannschaften von Technischen Hochschulen aufzunehmen.
Ein am 9. November 1918 einberufener außerordentlicher ALC-Tag konnte aufgrund der Wirren jener Tage nicht stattfinden und aufgrund jener Zwangslage entschloss sich Saxonia zu handeln. Ende November trat sie aus dem ALC aus und suchte um Aufnahme in der Deutschen Landsmannschaft (DL) nach, in der Überzeugung, die übrigen ALC-Landsmannschaften würden folgen. Saxonia wurde mit der Marcomannia Stuttgart am 27. Januar 1919 in der DL aufgenommen. Derweil gelangte die Berliner Kommission mit dem Coburger Verband in offizielle Besprechungen, aus denen sie am 5. Januar 1919 auf einem außerordentlichen AH-Tag einen „Vollzugs-Ausschuss“ bestimmte, der ein Aufnahmegesuch an den zuständigen Stellen des Coburger Verbandes nach sich zog. Gleichzeitig teilte man den ALC-Landsmannschaften mit, sie sollten sich umgehend mit der DL zwecks Aufnahme in Verbindung setzen. Im Folgenden traten Widerstände auf Seiten der Aktiven der DL auf. Die Vorurteile gegenüber Studierenden und Verbindungen von Technischen Hochschulen waren anscheinend nicht überwunden.
Auf einem weiteren außerordentlichen ALC-Tag beschloss man einstimmig, dass der ALC nicht aufzulösen sei und die Bedingungen so zu führen seien, dass die Aufnahme als geschlossener Verband gestellt wird. Jedoch sollte der ordentliche Verbandstag an Pfingsten in Coburg abgehalten werden und im Notfall berechtigt sein, gegen die Vorschriften der Satzung Beschlüsse zu fassen. Hierfür entsendete man Vertreter mit weitgehenden Vollmachten. So tagten beide Verbände zu Pfingsten 1919 in Coburg, jedoch fand sich keiner mehr für die Aufnahme des ALC; die DL wollte drei Landsmannschaften aufnehmen und einer weiteren die Verschmelzung gestatten.
Allein der ALC hinterließ einen starken Eindruck auf dem Kongress durch seine würdige und entschiedene Haltung. Nach langen Verhandlungen schien die Übernahme bis auf eine Landsmannschaft gesichert. Darauf beschloss der Marksburger Verbandstag, mit Zustimmung dieser einen Landsmannschaft die Auflösung des Verbandes und die Empfehlung, sich zur Aufnahme bei der DL zu melden. Schließlich sind alle neun Landsmannschaften mit Verdienst der Saxonia, die selbst ohne Rezeptionspartien in die DL aufgenommen wurde, in großen Teilen bereits auf diesem Kongress aufgenommen worden.

## Mitglieder des ALC auf der Marksburg
| Mitglied              | Stadt        | Eintritt          | TH/U/LH | Austritt                           |
| --------------------- | ------------ | ----------------- | ------- | ---------------------------------- |
| Guestphalia           | Braunschweig | 2. Juni 1904      | TH      |                                    |
| Hasso-Borussia        | Darmstadt    | 2. Juni 1904      | TH      |                                    |
| Saxonia               | Stuttgart    | 2. Juni 1904      | TH      | Ende November 1918                 |
| Rhenania              | Gießen       | 2. Juni 1904      | U       | 1907                               |
| Rhenania              | Leipzig      | 2. Juni 1904      | U       | 1907                               |
| Schyria               | München      | 25. Juni 1905     | U       | SS 1908                            |
| Borussia              | Stuttgart    | 17. Juni 1906     | TH      |                                    |
| Ascania               | Berlin       | 24./26. Juni 1907 | TH      | verschmolz zu Frankonia            |
| Normannia             | Darmstadt    | 24./26. Juni 1907 | TH      |                                    |
| Vandalia              | Berlin       | 24./26. Juni 1907 | LH      |                                    |
| Werderania            | Berlin       | 24./26. Juni 1907 | U       | 1907                               |
| Hansea                | Karlsruhe    | Pfingsten 1908    | TH      |                                    |
| Normannia             | Dresden      | Pfingsten 1909    | TH      | 24. Februar 1912                   |
| Neo-Franconia         | Breslau      | Pfingsten 1910    | U       | Anfang 1913                        |
| Brunonia              | Berlin       | WS 1910/11        | U       | verschmolz mit Palaio-Silesia (DL) |
| Hercynia              | Bonn         | Pfingsten 1910    | U       | aufgegangen in L! Teutonia Bonn    |
| Brandenburgia         | Berlin       | Pfingsten 1911    | LH      | zu Ascania-Brandenburgia           |
| Alania                | Karlsruhe    | Pfingsten 1912    | TH      | 1912 vertagt, dann Frankonia       |
| Frankonia             | Berlin       | Herbst 1912       | TH      | zu Ascania-Brandenburgia           |
| Marcho-Borussia       | Breslau      | April 1914        | TH      |                                    |
| Ascania-Brandenburgia | Breslau      | April 1914        | TH      |                                    |